# Мария Вучкович
Мария Вучкович (на хърватски: Marija Vučković) е хърватска политичка и икономистка, член на партия Хърватска демократична общност. От 2019 г. е изпълняваща длъжността министър на земеделието на Хърватия.

## Биография
Родена е на 3 юли 1974 г. град Мостар, Социалистическа република Босна и Херцеговина, СФРЮ. През 1997 г. завършва Икономическия факултет на Загребския университет, а през 2002 г. завършва магистърската си степен там.
През 2012 г. е избрана за преподавател в Университета на Дубровник. През 2016 г. тя става съдебен експерт по финанси и счетоводство към Асоциацията на съдебните експерти и оценители на Хърватия.
От 1998 до 2000 г. работи в маркетинговия отдел на пристанището в град Плоче, от 2000 до 2002 г. е началник на търговския отдел, от 2002 до 2004 г. и от 2005 до 2009 г. е началник на търговския и финансов отдел за работа с петролни продукти.
От 2004 до 2005 г. е съветничка към Службата за международно икономическо сътрудничество на Министерството на външните и европейските въпроси на Хърватия. От 2009 г. до 2016 г. е заместник-управител на Дубровацко-Неретванска област. През 2016 г. става помощник-министър на регионалното развитие и фондовете на Европейския съюз на Хърватия. През същата година тя е назначена за държавен секретар в хърватското министерство на земеделието.
Вучкович заема портфейла на хърватски министър на земеделието в първия кабинет на Андрей Пленкович след преустройство на фона на скандал с недвижими имоти през юли 2019 г. Запазва ресора си във втория кабинет на Андрей Пленкович, сформиран след резултатите от парламентарните избори в Хърватия през 2020 г. Съставът на правителството е одобрен на 23 юли от хърватския парламент.

## Личен живот
Тя се омъжва и става майка на три деца.